# Daniele Turiaco
Daniele Turiaco (Padova, 19 agosto 1983) è un giocatore di calcio a 5 italiano.

## Carriera

### Club
Cresciuto nelle giovanili del Padova, nel 2002 passa al calcio a 5, vestendo per 62 volte la maglia del Petrarca, dove realizza nella stagione 2002-03 25 reti in Serie A. Successivamente la sua carriera si sviluppa tra varie squadre del Triveneto, prima di tornare  a vestire, nel 2015, la maglia del Petrarca. Nella stagione 2006-07 ritorna al calcio, firmando un contratto annuale con il Due Carrare, compagine padovana impegnata nel campionato di Promozione.

### Nazionale
Ha debuttato nella Nazionale di calcio a 5 dell'Italia il 16 dicembre 2009 nel corso dell'amichevole contro la Romania vinta dagli azzurri per 4-2. Conta inoltre 13 presenze nella Nazionale Under-21.

## Palmarès
- Coppa Italia di Serie B: 1
Petrarca: 2017-18 (girone B)
- Coppa Italia di Serie B: 1
Petrarca: 2017-18